# Dagoberto Portillo
Dagoberto Portillo (San Salvador, 16 novembre 1979) è un calciatore salvadoregno, di ruolo portiere.
È stato coinvolto nello Scandalo delle partite vendute della Nazionale di calcio di El Salvador, e per questo nel 2013 è stato bandito dal mondo dello sport.